# Sebastian Coe
Lord Sebastian Newbold Coe, barone Coe di Ranmore (Chiswick, 29 settembre 1956) è un ex mezzofondista, politico e dirigente sportivo britannico, due volte olimpionico nei 1500 metri piani, a Mosca 1980 e a Los Angeles 1984.
Atleta olimpico in quattro edizioni dei Giochi, è anche autore di 12 record mondiali in gare di mezzofondo.
La sua rivalità con i connazionali Steve Ovett e Steve Cram dominò il panorama del mezzofondo mondiale per gran parte degli anni ottanta.
Dopo la fine della carriera sportiva fu deputato conservatore alla Camera dei comuni e nel 2000 fu nominato Pari del regno con il titolo nobiliare di Barone Coe di Ranmore (Surrey); nel 2006 fu nominato Cavaliere dell'Ordine dell'Impero Britannico (KBE).
Fu presidente del comitato organizzatore dei giochi olimpici di Londra 2012 e, dal 2015, è presidente di World Athletics, la federazione mondiale d'atletica leggera oltre ad assommare altre cariche accademiche come quella di presidente dell'Università di Loughborough.

## Biografia

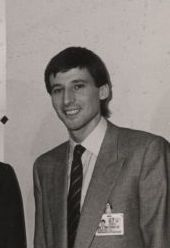
Sebastian Coe nel 1987

Sebastian Coe ha studiato economia e storia sociale alla Loughborough University; allenato dal padre, Peter Coe, che studiò degli allenamenti specifici per il figlio, vinse il suo primo titolo seniores internazionale nel 1977, conquistando l'oro negli 800 metri piani ai Campionati europei indoor di San Sebastián (Spagna).
La sua prima gara contro Ovett, a Praga nel 1978, fu un 800 m nel quale nessuno dei due vinse. L'anno seguente ad Oslo (Norvegia), Coe stabilì i suoi primi record mondiali (negli 800 m e nel miglio). Una delle gare più famose tra Ovett e Coe si svolse nel 1980 ai Giochi olimpici di Mosca, sui 1500 m piani.
Nel 1981 Coe stabilì i primati mondiali degli 800 metri, sia indoor che all'aperto. Quest'ultimo primato lo ottenne allo Stadio Artemio Franchi durante il meeting di Firenze con il tempo di 1'41"73. Il suo record mondiale sugli 800 m rimase imbattuto fino all'agosto 1997, quando venne infranto dal danese Wilson Kipketer. Durante lo stesso anno migliorò anche il record mondiale dei 1000 metri con il tempo di 2'12"18 ad Oslo.
Coe ritornò ai Giochi olimpici nel 1984, vincendo l'argento negli 800 m e l'oro nei 1500 m, stabilendo anche il nuovo record olimpico. Quest'ultima vittoria lo rese l'unica persona in grado di vincere due titoli olimpici nella specialità.
Coe divenne membro del parlamento per la circoscrizione di Falmouth and Camborne nel 1992, per il Partito Conservatore, ma perse il seggio nelle elezioni generali del 1997. Venne reso pari nel 2000, divenendo Lord Coe, barone di Ranmore.
Nel 2003 diventa membro della IAAF. Dopo aver guidato la campagna per la candidatura di Londra, dal 2005 è presidente del LOCOG, il comitato organizzatore dei Giochi olimpici del 2012. Il 19 agosto 2015 viene eletto presidente della IAAF e nel settembre 2019 viene rieletto per un secondo mandato.
Sposato e divorziato, Coe è anche padre di quattro figli.

## Record nazionali

### Seniores
- 800 metri piani: 1'41"73 (Firenze, 10 giugno 1981)
- 800 metri piani indoor: 1'44"91 (Cosford, 12 marzo 1983)
- 1000 metri piani: 2'12"18 (Oslo, 11 luglio 1981)

## Palmarès

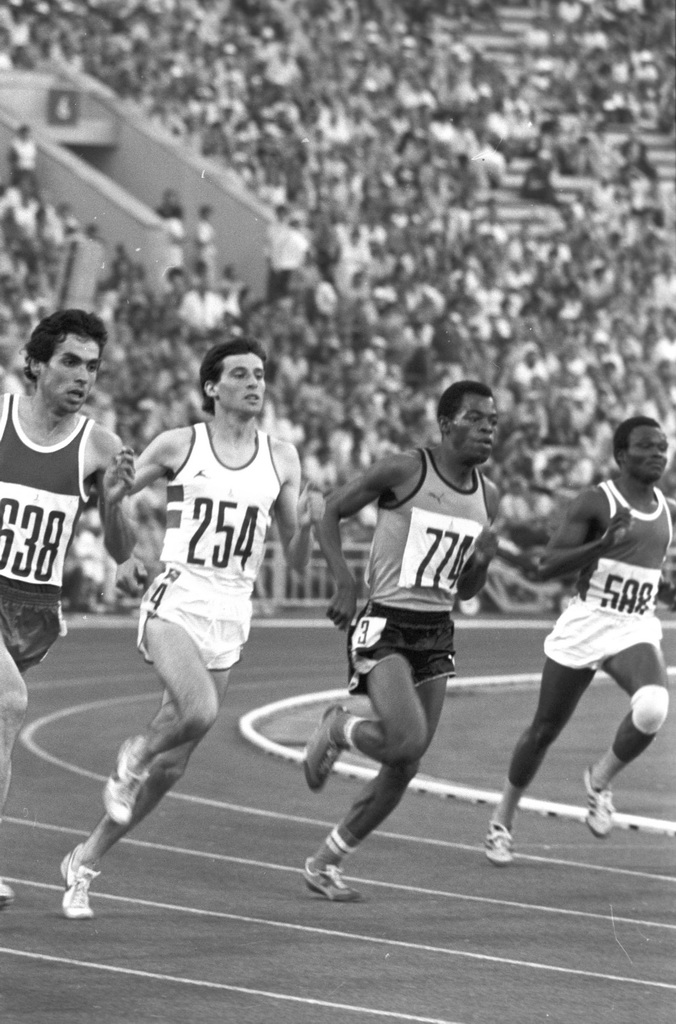
Sebastian Coe durante i Giochi olimpici di

| Anno | Manifestazione  | Sede          | Evento       | Risultato | Prestazione | Note                  |
| ---- | --------------- | ------------- | ------------ | --------- | ----------- | --------------------- |
| 1977 | Europei indoor  | San Sebastián | 800 m piani  | Oro       | 1'46"54     | Record dei campionati |
| 1978 | Europei         | Praga         | 800 m piani  | Bronzo    | 1'44"76     |                       |
| 1980 | Giochi olimpici | Mosca         | 800 m piani  | Argento   | 1'45"85     |                       |
| 1980 | Giochi olimpici | Mosca         | 1500 m piani | Oro       | 3'38"40     |                       |
| 1982 | Europei         | Atene         | 800 m piani  | Argento   | 1'46"68     |                       |
| 1984 | Giochi olimpici | Los Angeles   | 800 m piani  | Argento   | 1'43"64     |                       |
| 1984 | Giochi olimpici | Los Angeles   | 1500 m piani | Oro       | 3'32"53     | Record olimpico       |
| 1986 | Europei         | Stoccarda     | 800 m piani  | Oro       | 1'44"50     |                       |
| 1986 | Europei         | Stoccarda     | 1500 m piani | Argento   | 3'41"67     |                       |

## Altre competizioni internazionali
1979
- Oro all'IAAF Golden Mile (Oslo), miglio - 3'49"0
- Oro al Weltklasse Zürich (Zurigo), 1500 m piani - 3'32"1
- Oro ai Bislett Games (Oslo), 800 m piani - 1'42"33

1980
- Oro ai Bislett Games (Oslo), 1000 m piani - 2'13"40
- Oro alla Scarpa d'Oro (Vigevano) - 20'59"8

1981
- Oro al Memorial Van Damme (Bruxelles), miglio - 3'47"83
- Oro ai Bislett Games (Oslo), 1000 m piani - 2'12"18
- Oro in Coppa del mondo (Roma), 800 m piani - 1'46"18
- Oro al Weltklasse Zürich (Zurigo), miglio - 3'48"53

1983
- Oro alla Scarpa d'Oro (Vigevano) - 18'28"

1988
- Argento alla Grand Prix Final (Berlino Ovest), 800 m piani - 1'47"87

1989
- Argento in Coppa del mondo (Barcellona), 1500 m piani - 3'35"79

## Onorificenze

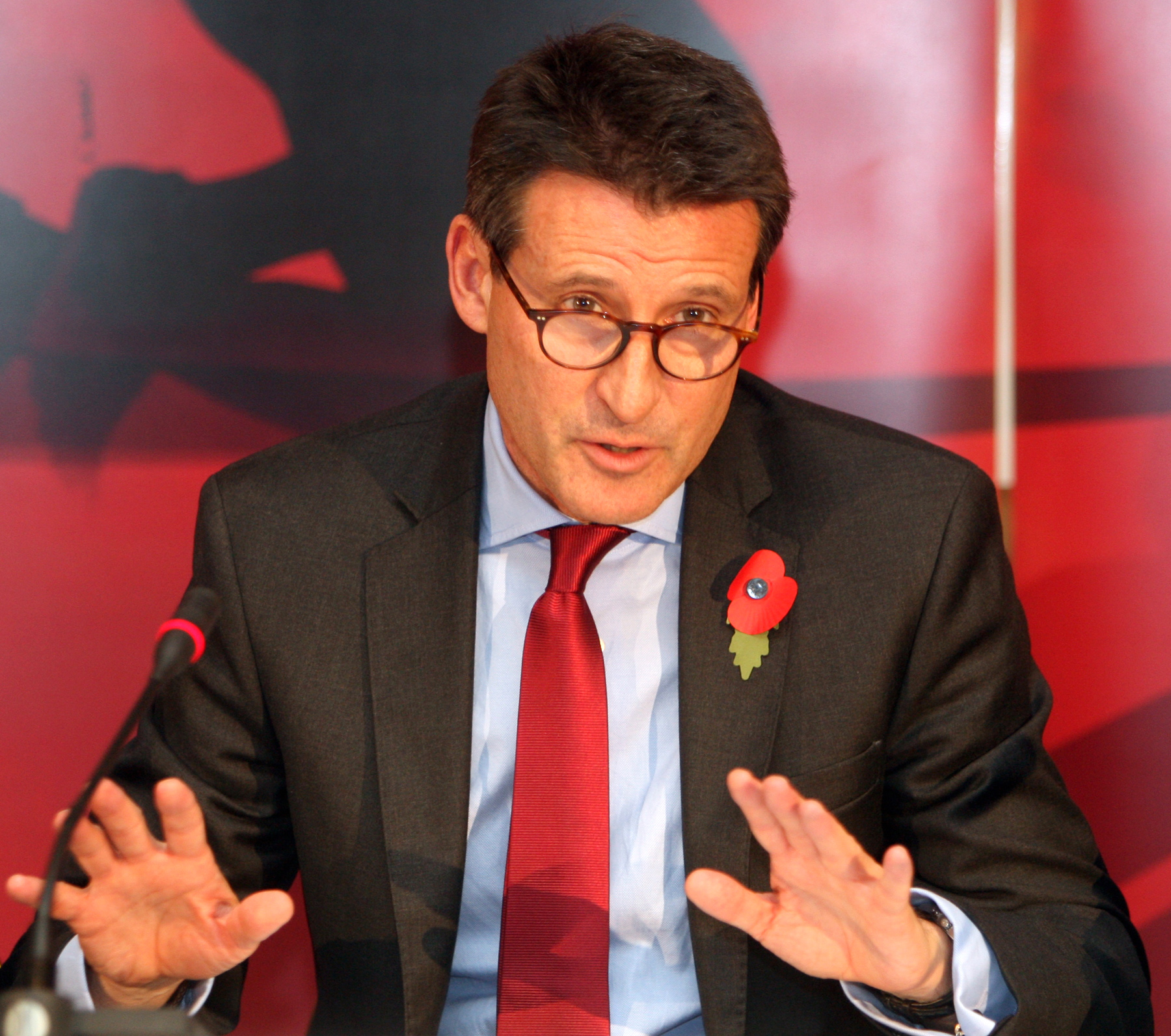
Sebastian Coe in occasione di una conferenza nel 2011

## Riconoscimenti
- Sportivo mondiale dell'anno de La Gazzetta dello Sport (1979, 1981)